# Meneng
Meneng és un districte de Nauru (república insular d'Oceania situada a la part meridional de l'oceà Pacífic).
Està ubicat al sud-est de l'illa, amb una superfície de 3,1 km² i una població de 1400 habitants.
En aquest districte hi ha la seu del govern i el principal hotel de l'illa.